# Dreptul de proprietate al străinilor
Dreptul de proprietate al străinilor se referă la proprietatea/controlul complet sau majoritar al unei afaceri sau a resurselor dintr-o țară de către persoane fizice care nu sunt cetățeni din această țară, sau de către persoane juridice al căror sediu nu este în țară.
În general, dreptul de proprietate al persoanelor fizice și juridice din străinătate este invocat atunci când corporațiile multinaționale, care sunt societăți care desfășoară activități economice în mai multe țări, oferă un aport de capital pentru investiții pe termen lung într-o țară străină, de obicei sub formă de investiții străine directe sau de achiziții.
Dacă o corporație multinațională dobândește jumătate sau mai mult de jumătate dintr-o companie, corporația multinațională devine un holding, iar compania care a primit investiții străine devine o filială. De asemenea, acet tip de drept de proprietate se aplică atunci când o proprietate dintr-o anumită țară este dobândită de către o persoană fizică străină. De exemplu, un om de afaceri indian care cumpăra o casă în Hong Kong.

## Definiție
Posesia străină este dreptul unei persoane fizice sau al unei persoane juridice de a deține proprietăți în altă țară. 

## Evaluarea dreptului de proprietate străină a societăților
Potrivit Departamentului American de Apărare, următoarele elemente referitoare la o companie, interesul străin și guvernul de interes străin sunt examinate în ansamblu pentru a determina dacă o companie aparține acționarilor străini, dacă este controlată de acționari străini sau se află sub influența lor:
- Evidența spionajului economic și guvernamental împotriva obiectivelor SUA,
- Evidența executării și/sau angajamentului în transferul neautorizat de tehnologie,
- Tipul și sensibilitatea informațiilor care vor fi accesate,
- Sursa, natura și aria de acoperire,
- Date despre respectarea pertinentă a legilor,  reglementărilor și contractelor din USA
- Natura oricăror garanții bilaterale sau multilaterale și acorduri de schimb de informații care ar avea legătură
- Posesia sau controlul, în tot sau în parte, de către un guvern străin.[5]

## Efecte

### Beneficii
- Transferul de tehnologie și de cunoștințe practice organizaționale duce la o productivitate mai mare.[6]

Compania din țara gazdă poate învăța de la corporațiile multinaționale
- Crește nivelul de ocupare a forței de muncă și a salariilor.

Investițiile străine directe interne au un efect global pozitiv în ocuparea forței de muncă și companiile au mai mult capital pentru a se extinde.
- Prețuri mai mici și calitate mai bună pentru produse.

Acesta este rezultatul unei productivități mai mari, ceea ce este benefic pentru consumatori și pentru competitivitatea bazată pe costurile exporturilor companiilor.

### Dezavantaje
- Prețul produselor crește

Un număr ridicat de posesori străini poate duce la creșterea cererii de produse, de unde rezultă creșterea prețurilor.
- Pierderea de profit de către companiile naționale

Ca urmare a creșterii productivității întreprinderilor aflate sub posesie străină, alte companii naționale sunt relativ mai puțin competitive, de unde rezultă un profit mai scăzut.
- Influență în guvern

Corporațiile multinaționale pot influența politicile guvernamentale datorită puterii lor, mai ales în țările mai puțin dezvoltate. Acest lucru poate avea un impact negativ asupra dezvoltării economice.
Fie prin scăderea ocupării forței de muncă din cauza optimizării operaționale, fie prin creșterea acesteia din cauza extinderii planificate. Salariile reduse pentru noii angajați pe baza noilor politici corporatiste, pachetul optimizat de beneficii pentru angajați pot genera  beneficii reduse pentru toți. 
Contribuie la distrugerea economiilor locale prin sustragerea de dolari din comunități și elite globale.

## Politicile privind dreptul de proprietate al străinilor în diferite țări

### Indonesia
Cu scopul de a acorda prioritate firmelor locale mai mici, Camera Deputaților din Indonezia a adoptat un proiect de lege pentru a stabili norme mai stricte privind dreptul de proprietate al străinilor în sectorul în care își va produce efectele această lege. Nu există o anumită valoare procentuală prin care este limitată posesia deținută de străini dar, anterior, Comisia IV a cerut ca posesia deținută de străini să nu depășească 30%.
Grupurile de afaceri existente, precum și Ministerul Agriculturii au criticat anterior proiectul de lege, exprimându-și îngrijorarea că acesta ar avea un impact negativ asupra firmelor și producătorilor deja existenți, deoarece investițiile străine ar putea fi reduse.
Deși proiectul de lege a fost promulgat pentru a limita posesia străină, legea încurajează întreprinderile naționale și străine, universitățile și persoanele fizice să coopereze în cercetare și dezvoltare
O limitare a dreptului de proprietate al cetățenilor străini poate reduce investițiile străine, dar poate ajuta la creșterea veniturilor pentru firmele de pe piața internă și la dezvoltarea economică.

### Qatar
Ca parte a reformelor financiare, emirul statului Qatar a emis o lege care permite investitorilor străini să obțină până la 49% din companiile menționate în piața de valori pentru expansiune și pentru a stimula dezvoltarea în industria financiară.
Înainte de emiterea legii, în prevederile firmelor menționate se regăseau  plafoanele pentru a restricționa posesia străină la nu mai mult de 25%.
Reforma are ca scop atragerea mai multor investiții străine pe termen lung. Cu toate acestea, potrivit unui administrator de avere din Golf: "este un pas în direcția cea bună, dar va trebui să fie susținută de o bună performanță de la companii, în scopul de a atrage investiții străine. De asemenea, într-o perioadă scurtă de timp ar trebui să fie un impact limitat din partea legii din cauza problemelor de lichiditate și numărului limitat de acțiuni disponibile."

### Rusia
Parlamentul rus a adoptat o lege pentru a reduce de la 50% la 20% plafonul proprietăților deținute de străini pentru publicații în formă tipărită și canale radio sau de televiziune. Legea a fost adoptată de statul Duma cu un vot de 430-2. Legislația interzice guvernelor străine, organizațiilor, companiilor și persoanelor fizice să fondeze sau să dețină mai mult de 20% din totalul mijloacelor de informare ruse. 
Potrivit lui Vadim Dengin, unul dintre autorii proiectului: "o limită mai strictă privind proprietatea străină ar ajuta la protejarea Rusiei de influența occidentală."  Cu toate acestea, editorii și redactorii companiilor media independente din Rusia a susținut că noua lege va reduce și mai mult diversitatea de opinie.

## Vezi și
- Filială